# گئورگ آلیخانیان
گئورگ آلیخانیان (ارمنی: Գևորգ Սարգսի Ալիխանյան؛ زادهٔ ۱۸۹۷ - ۱۳ فوریهٔ ۱۹۳۸) یک انقلابی و سیاستمدار اهل ارمنستان است که از تاریخ دسامبر ۱۹۲۰ تا تاریخ مه ۱۹۲۱ سمت دبیر اول حزب کمونیست ارمنستان (اتحاد شوروی) را برعهده داشت.

## زندگی‌نامه
در ۱۸۹۷ در تفلیس به دنیا آمد و از مدرسه نرسیسیان فارغ‌التحصیل شد.  وی در ۱۳ فوریهٔ ۱۹۳۸ در سن ۴۱ سالگی در مسکو کشته شد.